# Mae Nolan
Pour les articles homonymes, voir Nolan.
Mae Ella Nolan, née le 20 septembre 1886 à San Francisco (Californie) et morte le 9 juillet 1973 à Sacramento (Californie), est une femme politique américaine membre du Parti républicain et représentante du 5e district de Californie entre 1923 et 1925.

## Biographie

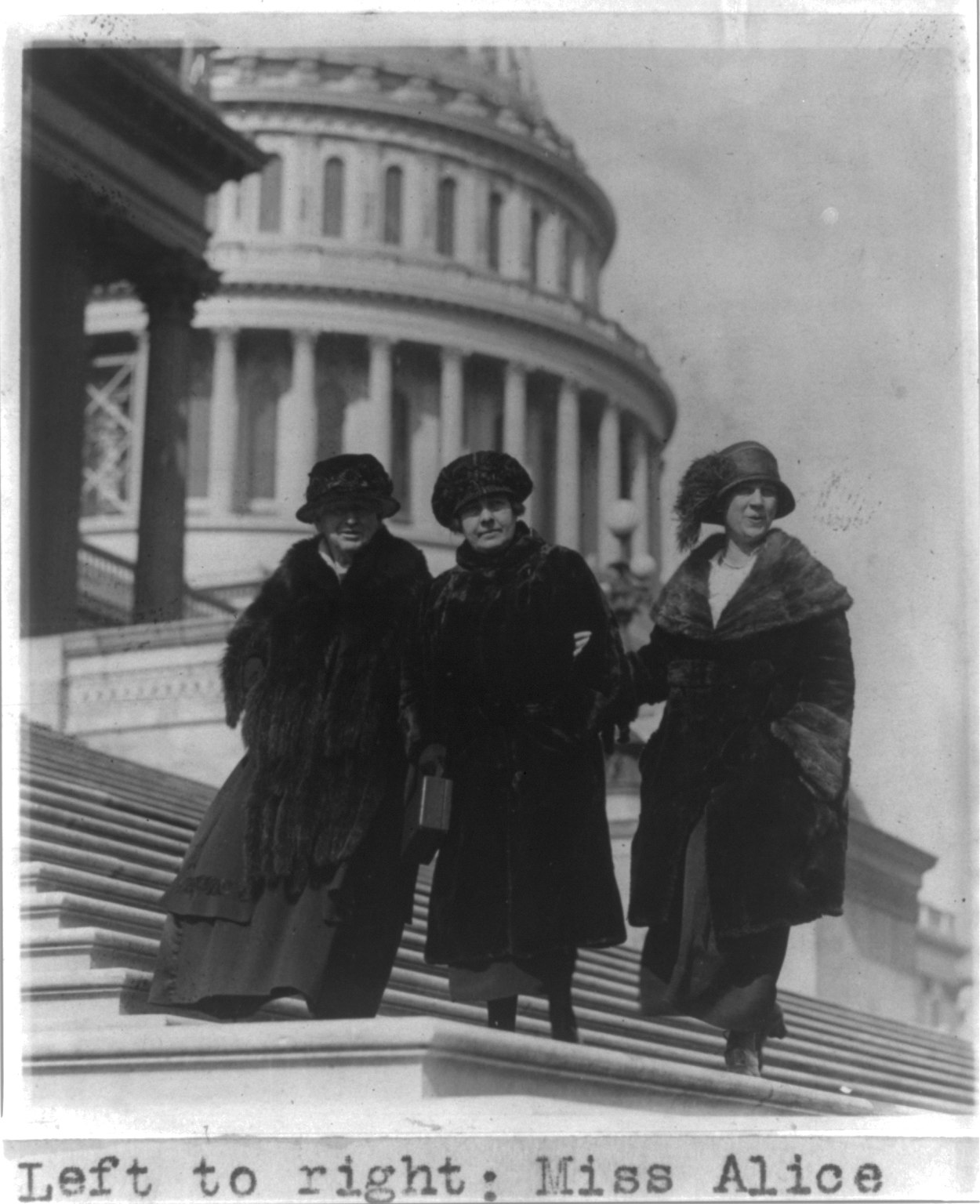
Alice Mary Robertson, Mae Nolan et Winnifred Sprague Mason Huck en 1923, pionnières féminines du Congrès.

Mae Nolan étudie au couvent Saint-Vincent et à l'Ayres Business College de San Francisco,.
Elle est élue lors d'une élection partielle, à la suite de la mort de son mari John I. Nolan (en) en 1922. Elle siège de 1923 à 1925. Elle est la quatrième femme membre du Congrès des États-Unis, après Jeannette Rankin, Alice Mary Robertson et Winnifred Sprague Mason Huck. Toutes sont membres du Parti républicain. Catholique, Mae Nolan est la première femme de cette confession membre du Congrès.
Mae Nolan est la première femme à succéder à son mari au Congrès, processus parfois surnommé « succession de la veuve ». En effet, à compter de 2004, 36 femmes politiques américaines avaient déjà succédé par le passé à leur mari décédé à la Chambre des représentants et 8 au Sénat, à l'instar de Mary Bono (en), Lois Capps, Jo Ann Emerson (en) ou encore Margaret Chase Smith,.
D'abord opposante au droit de vote des femmes, comme son défunt mari, Mae Nolan s'y rallie finalement. Lors de son mandat, elle est présidente du comité des dépenses du ministère des Postes. Elle n'est pas candidate à sa réelection.

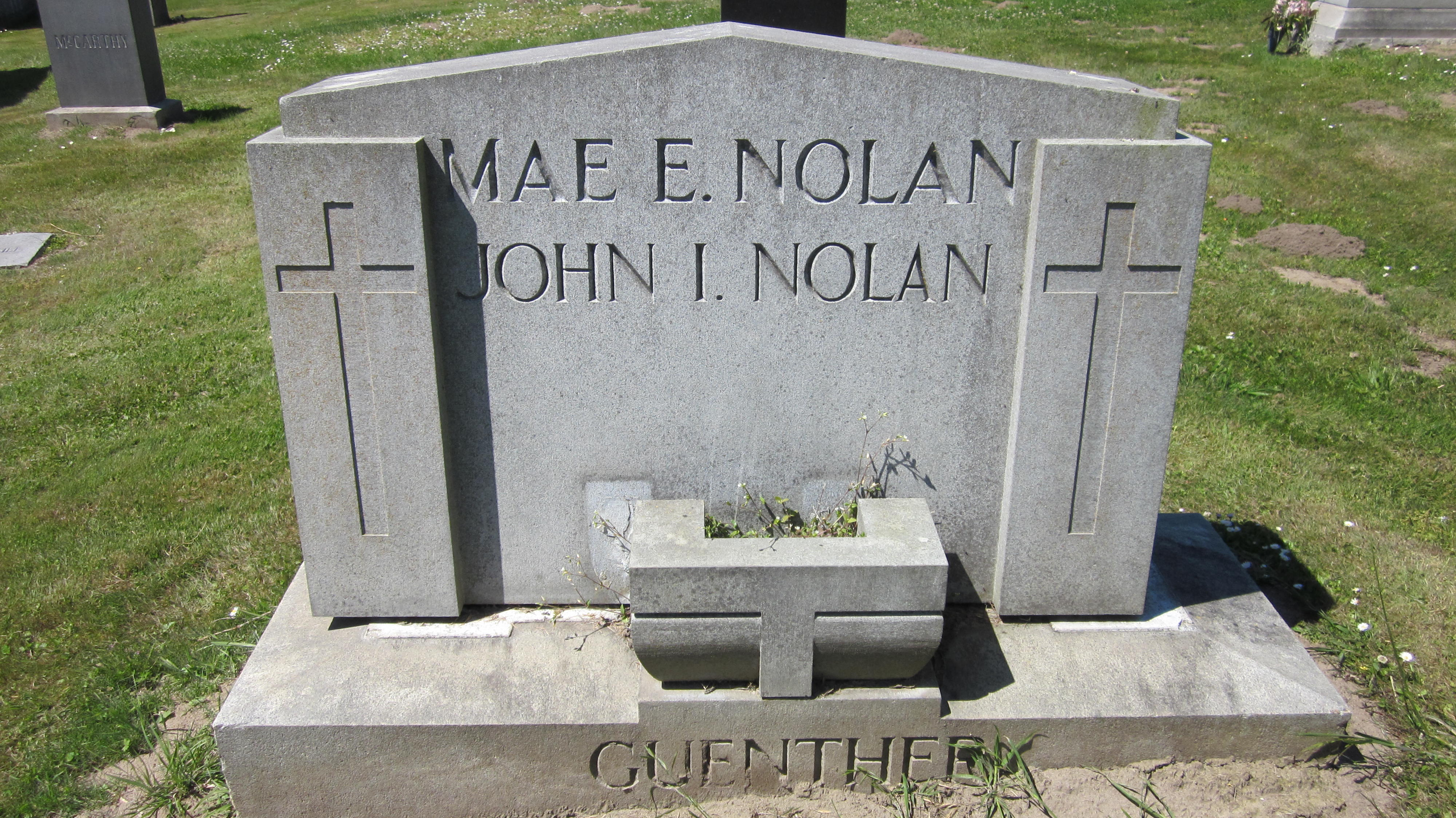
Sépulture de John et Mae Nolan.

À la fin de sa vie, elle déménage à Sacramento, où elle meurt. Elle est enterrée au cimetière Sainte-Croix de Colma (en).